# Georgi Sredkow
Georgi Sredkow (bg. Георги Средков; ur. 16 października 1986) – bułgarski zapaśnik walczący w stylu wolnym. Zajął 26. miejsce na mistrzostwach świata w 2015. Dziewiętnasty na Igrzyskach europejskich w 2015. Siódmy na mistrzostwach Europy w 2012. Czwarty w Pucharze Świata w 2012 i szesnasty w 2013 roku.